# Hecate Island
Hecate Island är en ö i Kanada.   Den ligger i Central Coast Regional District och provinsen British Columbia, i den sydvästra delen av landet, 3 800 km väster om huvudstaden Ottawa. Arean är 48 kvadratkilometer.
Terrängen på Hecate Island är lite kuperad. Öns högsta punkt är 511 meter över havet. Den sträcker sig 9,0 kilometer i nord-sydlig riktning, och 8,7 kilometer i öst-västlig riktning.